# Orchestra Mozart Bologna
Das Orchestra Mozart Bologna wurde 2004 auf Initiative von Carlo Maria Badini und Fabio Roversi Monaco gegründet – im Rahmen der Regia Accademia Filarmonica di Bologna. Claudio Abbado fungierte als künstlerischer Leiter des Orchesters. Das Orchester wurde mit Unterstützung der Fondazione Cassa di Risparmio in Bologna gegründet. 
Junge Musiker aus ganz Europa sowie Solisten und Stimmführer aus internationalen Orchestern – wie den Wiener und den Berliner Philharmonikern, dem Concertgebouw-Orchester Amsterdam und der Accademia di Santa Cecilia in Florenz sind Mitglieder. Das Orchestra Mozart gastierte bereits auf allen wichtigen Podien Italiens, beim Lucerne Festival und den Salzburger Festspielen, im Pariser Salle Pleyel und im Wiener Musikverein. Im Oktober 2011 eröffnete das Ensemble in der Alten Oper Frankfurt die Kulturtage der Europäischen Zentralbank.
Neben seiner Konzerttätigkeit ist das Orchester auch sozial engagiert, etwa im Musiktherapieprojekt „Tamino“ oder im Projekt „Papageno“, das Musik in Haftanstalten bringt. Im Mittelpunkt der Diskografie des Orchesters steht naturgemäß Mozart – mit Einspielungen der letzten Symphonien, der Bläserkonzerte, der Violinkonzerte mit Giuliano Carmignola und der Klavierkonzerte Nr. 20 und Nr. 27 mit Maria João Pires. Beachtliches Medienecho fanden auch drei Pergolesi-CDs mit selten gespielten Werken sowie Einspielungen der Violinkonzerte von Beethoven und Berg mit Isabelle Faust und Bachs Brandenburgische Konzerte.
Seit 2010 fungiert Diego Matheuz als Erster Gastdirigent. Zu den Solisten, die mit dem Orchester aufgetreten sind, zählen weiters Martha Argerich, Alfred Brendel, Hélène Grimaud, Radu Lupu, Yuja Wang, Mario Brunello, Natalia Gutman und Sänger wie Rachel Harnisch, Sara Mingardo, Anna Netrebko und Jonas Kaufmann.
Anfang 2014 musste der Klangkörper – aufgrund der schweren Erkrankung Abbados – „vorläufig“ seine Aktivitäten einstellen, obwohl das Orchester knapp davor – für seine Einspielung von Schumanns Zweiter – für den Grammy Award nominiert worden war und 2014 mit einem Echo Klassik ausgezeichnet wurde. 
2016 nahm das Orchester seine Konzerttätigkeit wieder auf – in den folgenden Jahren unter der Leitung von Bernard Haitink. Im Mai 2019 wurde Daniele Gatti mit einem Dreijahresvertrag zum Musikdirektor ernannt.

## Auszeichnungen
- Preis der deutschen Schallplattenkritik
- Premio Abbiati
- 2014 Nominierung für den Grammy Award als beste Orchesterdarbietung
- 2014 ECHO Klassik in der Kategorie Konzerteinspielung des Jahres  mit Martha Argerich (Klavier) unter Leitung von Claudio Abbado für Mozarts Klavierkonzerte 20 & 25[3]